# Dasyprocta cristata
Espèce
Statut de conservation UICN

 DD  : Données insuffisantes
Dasyprocta cristata est une espèce de rongeurs de la famille des Dasyproctidae. C'est une espèce de mammifère terrestre dont la taxinomie est encore incertaine, vivant au nord de l'Amérique du Sud dans les forêts de Guyane, Guyana et Suriname, où elle constitue un gibier de chasse.
L'espèce a été décrite pour la première fois en 1803 par le zoologiste français Étienne Geoffroy Saint-Hilaire (1772-1844).